# Antechinus swainsonii
El antequino bruno o de Swainson (Antechinus swainsonii) es una especie de marsupial dasiuromorfo de la familia Dasyuridae que habita en Australia y Tasmania.

## Distribución y hábitat
Se conoce de Queensland, Nueva Gales del Sur, Victoria y Tasmania. Habita principalmente en bosques húmedos con densa cubierta vegetal.

## Faneróptica y anatomía
| Morfometría           | Masa (g)            | Longitud (cm) | Longitud (cm) |
| Morfometría           | Masa (g)            | Cuerpo        | Cola          |
| Antechinus swainsonii | 48-90 (M) 31-55 (H) | 8-18          | 7-16          |

Capa grisácea, parduzca o cobriza con las regiones ventrales más claras. Cola larga completamente cubierta de pelo.

## Dieta
Se alimenta fundamentalmente de invertebrados, pero también pequeños vertebrados, frutas y bayas.

## Reproducción
Las hembras son monoéstricas. Todos los machos mueren después de la época de celo.